# Linothele gaujoni
Linothele gaujoni är en spindelart som först beskrevs av Simon 1889.  Linothele gaujoni ingår i släktet Linothele och familjen Dipluridae.
Artens utbredningsområde är Ecuador. Inga underarter finns listade i Catalogue of Life.